# Catharsius neptunus
Catharsius neptunus là một loài bọ cánh cứng trong họ Bọ hung (Scarabaeidae).